# Гарденирс-Берендсен, Матильда
Матильда Губертина Мария Франциска «Тил» Гарденирс-Берендсен (нид. Mathilde Hubertine Maria Francisca (Til) Gardeniers-Berendsen; 18 февраля 1925 года, Роттердам, Нидерланды — 22 октября 2019 года, Гаага, Нидерланды) — нидерландский государственный деятель, министр здравоохранения (1981—1982), министр культуры (1982—1983).

## Биография
Матильда Гарденирс-Берендсен родилась 18 февраля 1925 года в семье директора школы в городе Роттердам. В мае 1940 года вступила в движение сопротивления в Нидерландах после того как Германии оккупировала страну. После окончания Второй мировой войны с августа 1945 года по май 1971 года работала секретарем в Роттердаме.
28 апреля 1971 года она была избрана в Палату представителей Нидерландов, а 11 мая вступила в должность. 19 декабря 1977 года была назначена министром культуры, отдыха и социальной работы в кабинете премьер-министра Дриса Ван Агт. В 1981 году Матильда была снова избрана в Палату представителей Нидерландов и 10 июня вступила в должность. 11 сентября 1981 года она была назначена министром здравоохранения и окружающей среды в кабинете премьер-министра Дриса Ван Агт. 21 сентября 1982 года Гарденирс-Берендсен снова была избрана в Палату представителей и до 4 ноября 1982 года временно исполняла обязанности министра, но не получила окончательно место в правительстве.
Указом королевы Нидерландов Беатрикс от 7 февраля 1983 года Матильда Гарденирс-Берендсен была назначена в Государственный совет Нидерландов. 1 марта 1983 года она вступила в должность и оставалась на ней до 1 марта 1995 года.
22 октября 2019 года Матильда Гарденирс-Берендсен умерла в городе Гаага.

## Награды
- Золотая Почётная медаль За инициативу и изобретательность[нидерл.] (1995)[6]

## Примечание
1. ↑  https://www.cda.nl/actueel/nieuws/in-memoriam-mhmf-til-gardeniers-berendsen/
2. ↑  Netherlands ministries, etc. rulers.org. Дата обращения: 11 февраля 2020. Архивировано 19 января 2020 года.
3. ↑  M.H.M.F. (Til) Gardeniers-Berendsen (нидерл.). www.parlement.com. Дата обращения: 11 февраля 2020. Архивировано 9 июня 2019 года.
4. ↑  Mathilde Hubertine Maria Francisca Gardeniers - Berendsen (нидерл.). www.familieberichtenopinternet.nl. Дата обращения: 11 февраля 2020.
5. ↑  Oud-CDA-minister Til Gardeniers overleden (нидерл.). www.parlement.com. Дата обращения: 11 февраля 2020. Архивировано 24 ноября 2020 года.
6. ↑  Huisorden | Onderscheidingen | Het Koninklijk Huis. Дата обращения: 3 января 2025. Архивировано 3 июня 2023 года.